# 582 v.Chr.
Het jaar 582 v.Chr. is een jaartal volgens de christelijke jaartelling.

## Gebeurtenissen

### Palestina
- 745 Joden worden in ballingschap weggevoerd naar Babylonië.
- De Babylonische gouverneur van Jeruzalem wordt door volgelingen van de profeet Jeremia vermoord.

### Griekenland
- Damasias wordt benoemd tot archont van Athene.
- De Eerste Heilige Oorlog eindigt met de vernietiging van Kirrha.
- In Delphi wordt besloten de Pythische Spelen om de vier jaar te houden.

## Geboren
- Pythagoras (582 v.Chr. - 507 v.Chr.), Grieks wiskundige en filosoof